# Lucento
Lucento (Lusengh o Lusent in piemontese) è un quartiere della Circoscrizione 5 di Torino, situato nell'area periferica nord-ovest della città. Spesso è considerato come assimilato all'adiacente quartiere Vallette, in realtà i confini del quartiere sono:
- a sud, il tratto della Dora Riparia nel Parco della Pellerina e di Corso Regina Margherita tra il parco e Corso Potenza (confine con Parella della Circoscrizione 4)
- a nord, Corso Grosseto (confine con Madonna di Campagna)
- ad est, Corso Potenza (confine con Madonna di Campagna, Borgata Ceronda e San Donato)
- ad ovest, Via Cossa-Piazza Cirene-Via Sansovino (confine con le Vallette)

## Storia del quartiere
Il quartiere in origine era un'area rurale in quanto periferico rispetto alla città di Torino.
Sono documentati, nel territorio a occidente rispetto all'antico castrum, piccoli insediamenti di antichi romani della gens Avilia. Il primo toponimo Lucento invece, deriverebbe da un prediale del 1227, tal Guglielmo da Lucento; tuttavia, ipotesi più leggendarie lo farebbero derivare invece dal nome dello "scintillìo" delle baionette utilizzate durante lo storico assedio del 1706, che proprio in questa zona ebbe uno dei suoi teatri.
Nel XIV secolo poi, si sviluppò qui un antico castello (di proprietà della famiglia Beccuti), dotato di torri di avvistamento e di un borgo sottostante, poi inglobato dall'insediamento delle tenute di caccia di Emanuele Filiberto di Savoia nel XVI secolo, quindi ceduto a Filippo I d'Este dei San Martino, ramo cadetto degli Este, che ne fu proprietario fino al 1654. Oggi è sede di varie aziende all'interno del comprensorio di Via Pianezza, 123, vicino, appunto, alla Chiesa di S. Bernardo e S. Brigida.
La suddetta Chiesa, che risale al XV secolo per volere dell'allora feudatario Ribaldino Beccuti, fu annessa al nascente castello e successivamente ampliata, prima nel 1605, e poi nel 1654 da Amedeo di Castellamonte. Il castello passò poi ai Tana, assoggettati agli stessi Savoia.

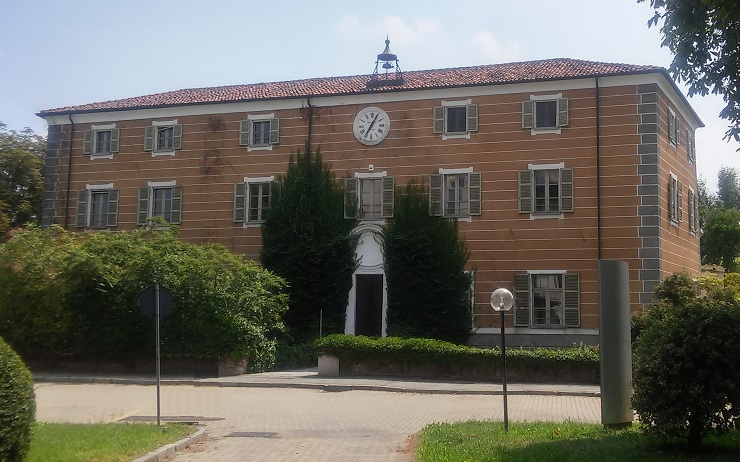
Castello di Lucento oggi

Nel 1706, il quartiere fu teatro di battaglie tra le truppe francesi e quelle sabaude, queste ultime occupate a ritardare il noto assedio della città, bloccando i francesi da occidente: i combattimenti più duri si svolsero intorno al castello di Lucento ed all'area circostante, grazie alla posizione strategica del complesso, che venne incendiato durante la ritirata.
Dopo l'assedio, il borgo si ricostituì con l'apertura della strada e della ferrovia verso Pianezza e verso Venaria Reale (1884 circa), con accessi viari provenienti dal podere della Cascina Bianchina (questa poi abbattuta per costruire le Ferriere FIAT-Vitali) di Parco Dora (Torino), creando nuovi agglomerati, quali Tetti di Lucento e, soprattutto, Borgata Ceronda.

### Borgata Ceronda
Questa borgata tra il fiume Dora Riparia, corso Svizzera, via Borgaro, via Verolengo e corso Potenza, sorse nel 1880-1884, per volere dei Signori Momigliano, a ridosso dell'omonimo canale artificiale, oggi non più esistente, che era a sua volta una diramazione del torrente Ceronda (torrente), che scorre più a nord (a Venaria Reale per poi sfociare nella Stura di Lanzo). Inizialmente, il borgo fu intestato al latifondista Adolfo Gastaldi, che lo rivendette al Comune nel 1889. Lo sviluppo urbano, dettato dalla nascita delle linee di collegamento per Pianezza, ovvero lo stradone e la tramvia a vapore, diedero lo slancio allo sviluppo produttivo e demografico, con l'apertura di nuove attività industriali verso la fine del XIX secolo, in particolare del settore tessile, come ad esempio l'opificio Marino-Paracchi, il cotonificio Italiano e il cotonificio Mazzonis, diedero alla zona una rapida espansione.

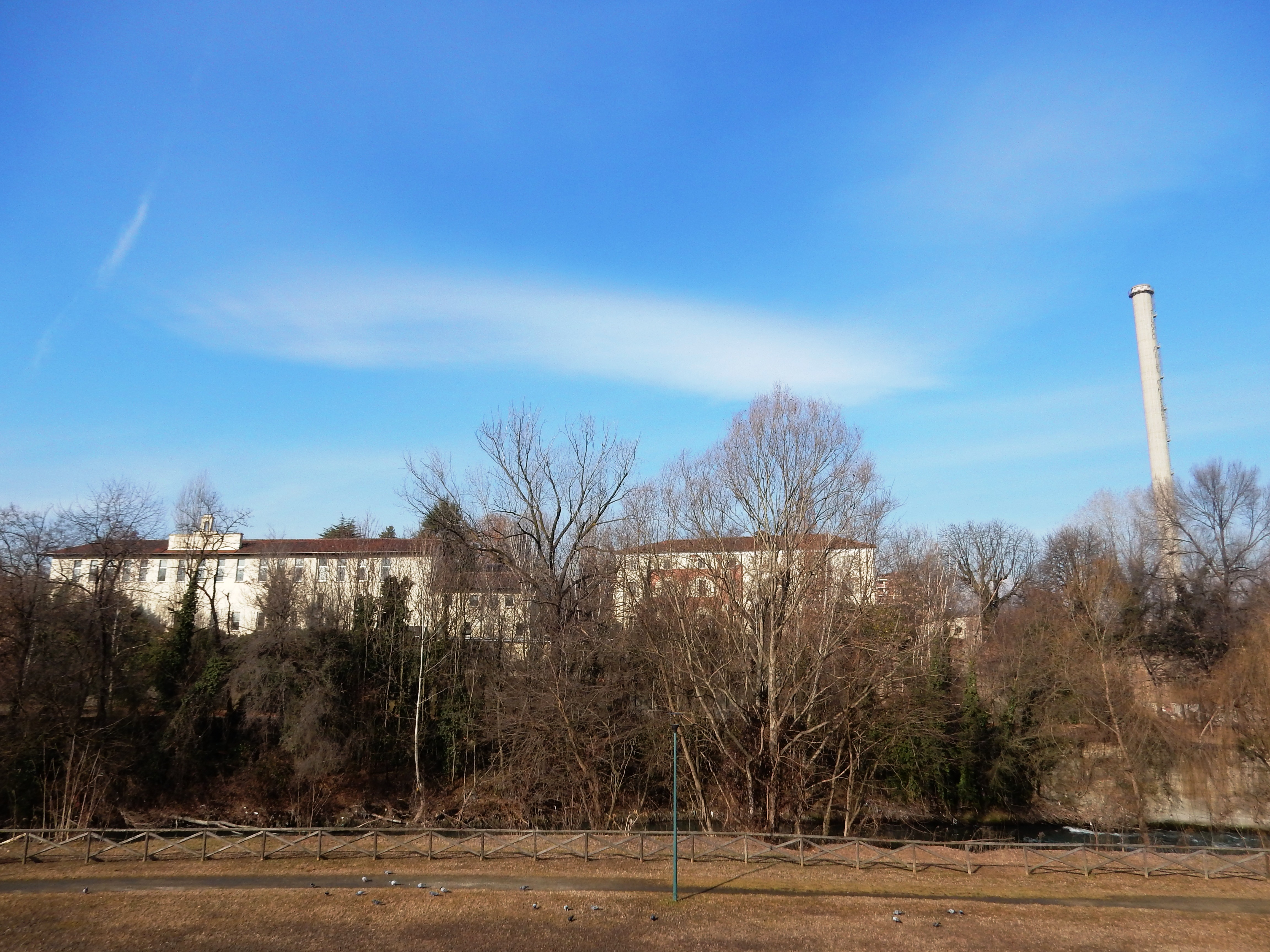
Ciminiera e castello di Lucento visti dal parco di via Calabria

Tale espansione urbana proseguì ancora grazie al boom industriale del XX secolo, a cui seguirono nuove case, infrastrutture e servizi. L'intero quartiere Lucento ebbe un picco demografico di immigrazione interna verso gli anni cinquanta, avvenuta parimenti al vicino quartiere Le Vallette. Nel 1992, inoltre, fu costruita la parrocchia Frassati, che dà il nome all'omonima Borgata a sud di Piazza Cirene.
Il boom edilizio del quartiere continuò fino agli novanta, dove però molte fabbriche chiusero, per cui il quartiere da industriale divenne residenziale. Ancora oggi è ben visibile, nel verde dello storico castello, la vecchia ciminiera delle acciaierie, che svetta a 60 metri d'altezza come ricordo di un passato industriale. Di tale passato rimane ancora visibile tutta l'area industriale dietro via Pittara, compresa l'ex-acciaieria posta più a sud, a ridosso di Corso Regina Margherita, la Thyssenkrupp-Acciai Speciali Terni, che fu dismessa dopo il tragico incendio del 6 dicembre 2007.

### Villaggio Santa Caterina

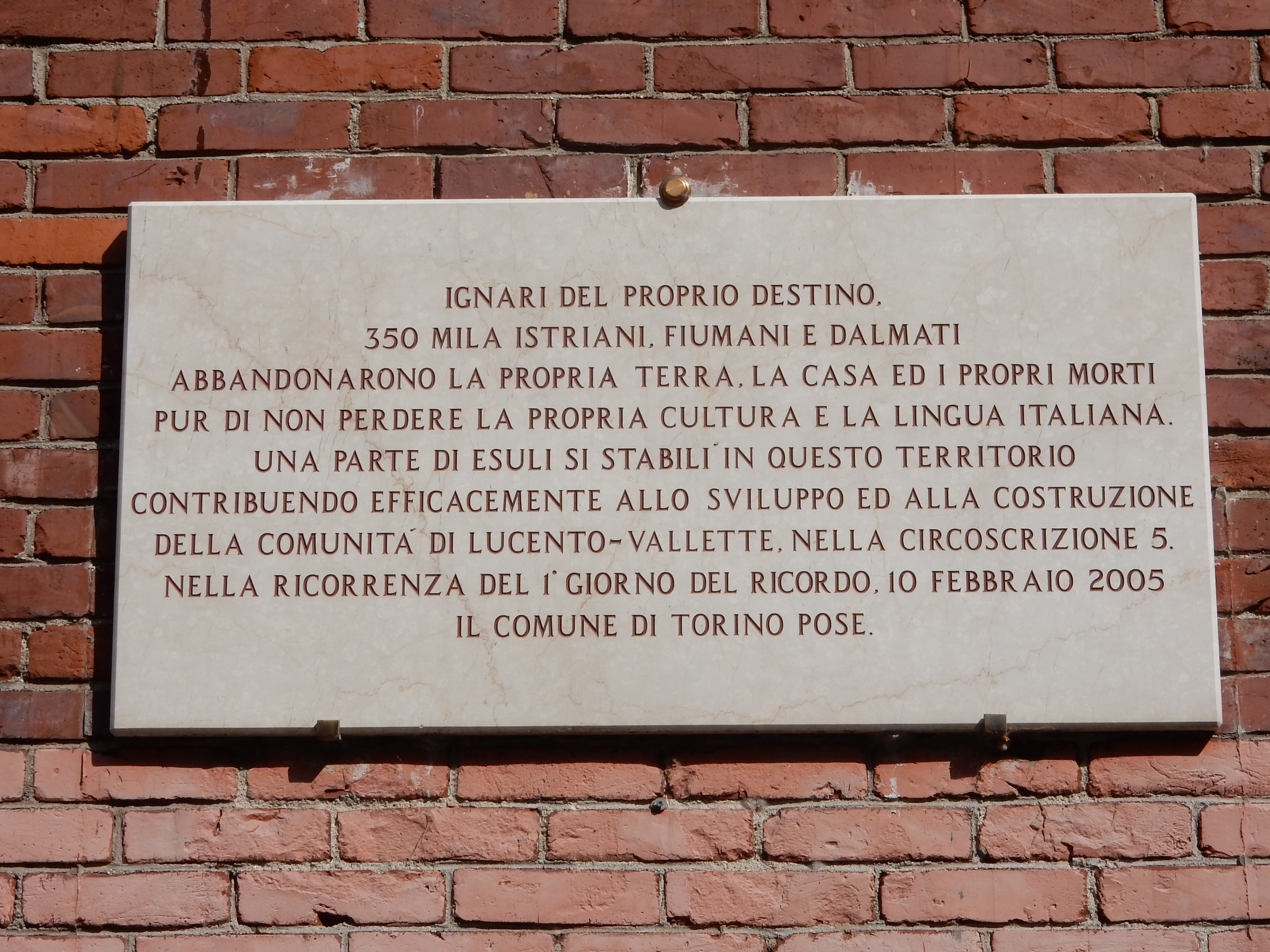
Targa sull'esodo nel Villaggio Santa Caterina

Nel tentativo di far fronte all'imponente esodo nel secondo dopoguerra dei profughi provenienti dalla Istria, dalla Dalmazia e dalle città di Fiume e di Pola, nel 1953 il Comune di Torino donò all'Istituto Case Popolari un ampio terreno tra le attuali Vie Parenzo, Via Pirano e Corso Cincinnato. Nel 1954 iniziarono i lavori di costruzione delle abitazioni, terminati nell'estate del 1955, con successivo trasferimento di famiglie provenienti dalle cosiddette "Casermette di Borgo San Paolo" (in realtà, oggi nel quartiere Mirafiori Nord) e dalla frazione Altessano di Venaria Reale. L'area fu chiamata "Santa Caterina", per via della coeva parrocchia di Via Sansovino, 85, dedicata a Santa Caterina da Siena. 

Nel 1959 vi fu un ulteriore ampliamento del rione abitativo, col raggiungimento dell'attuale condizione di ben undici fabbricati. L'isolamento dei primi anni fu successivamente assorbito dallo sviluppo edilizio degli anni sessanta, rendendo così il "villaggio" pienamente inserito nel tessuto metropolitano.
 
Una targa è stata posta dal Comune di Torino nel 2005, in occasione del cinquantenario dell'evento, per ricordare le vicende degli abitanti di questa zona residenziale.

## Monumenti

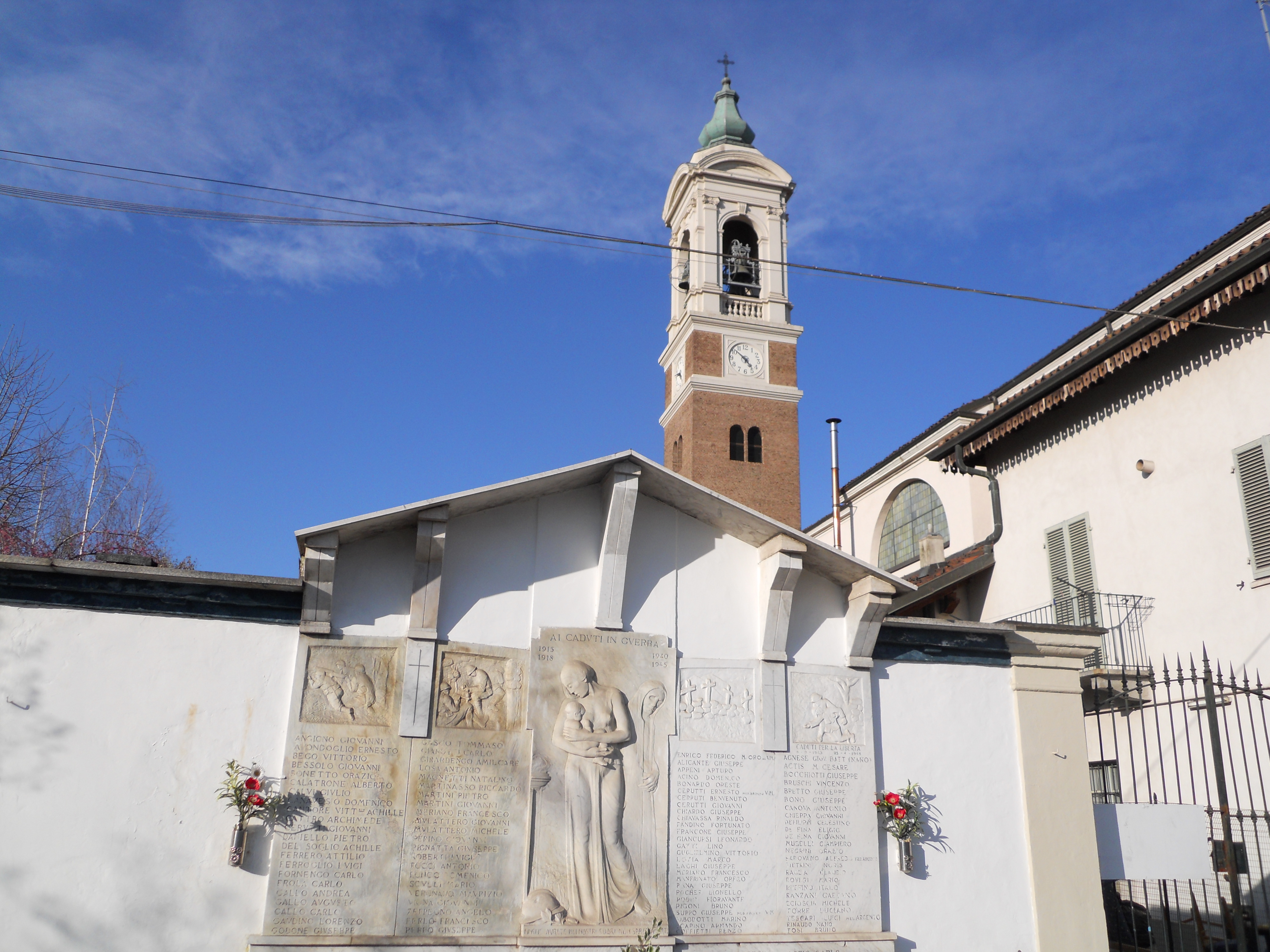
Il campanile della Chiesa di S. Bernardo e S.Brigida

- Chiesa di San Bernardo e Brigida: la prima cappella fu costruita nel '400, ad opera dei contadini che abitavano quello che ancora era solo un villaggio, ma fu solo nel 1610 che venne costruita la prima chiesa, poi ampliata nel 1654 da Amedeo di Castellamonte, quindi parzialmente distrutta dall'assedio francese del 1706. Fu ricostruita nel 1884 nelle dimensioni attuali.

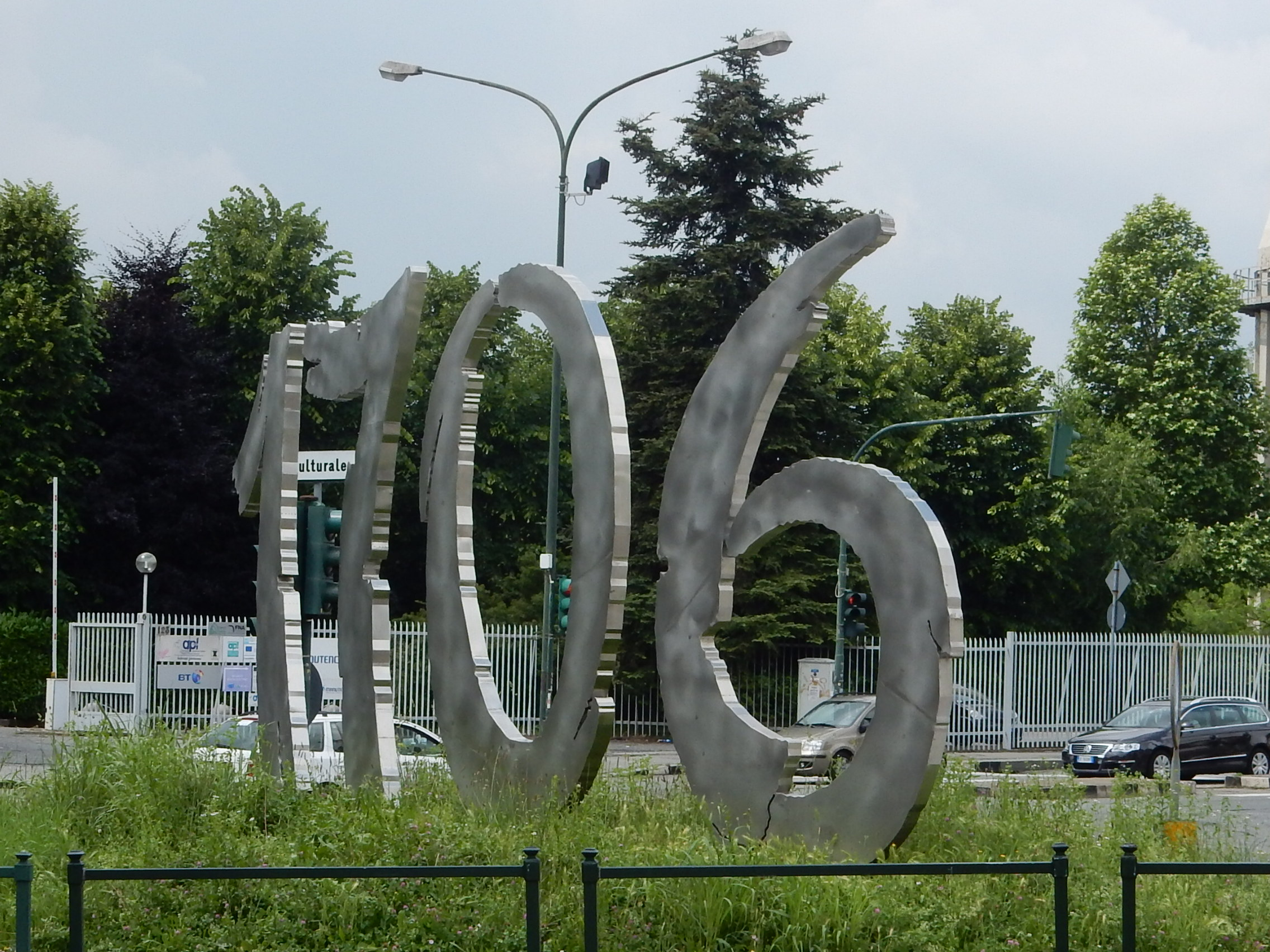
Installazione che ricorda la battaglia del 1706

- Castello di Lucento: come già detto, la precedente struttura risale al XIV secolo come proprietà Beccuti, ma fu poi Emanuele Filiberto di Savoia nel XVI secolo a volerlo come piccola sede di residenza di caccia, vicino alla Chiesa di S. Bernardo e S. Brigida, quindi utilizzato come filatoio di seta, poi sede dell'"Istituto Bonafous" e ancora dalla ex azienda Teksid, quindi riqualificato come attuale sede di aziende.
- Stele e scultura commemorativa ai caduti del 1706: di fianco alla Chiesa, in via Foglizzo 4, una piccola stele in pietra commemora i caduti durante l'assedio del 1706, opera di Luigi Calderini nel bicentenario della commemorazione. Nel 2006 invece, per il terzo centenario dall'assedio, fu collocata anche una grande scultura in acciaio in via Foglizzo all'angolo via Pianezza, con la scritta 1706, opera di Luigi Nervo.[7]
- Asilo Principessa Isabella: costruito nella metà dell'Ottocento, l'edificio ospitò dal 1879 fino al 1980 una scuola materna. Ha funzionato come sede dei laboratori teatrali e musicali fino al 1987 quando viene chiuso per inagibilità: sino alla fine degli anni novanta resta inagibile finché viene restaurato ed infine riqualificato come centro culturale e congressi.
- Castello Saffarone: situato in Corso Regina Margherita 497, segna gli estremi confini ovest di Torino. Prende il nome dall'antico proprietario del 1580, tal Marco Zaffarone, e comprende una grande tenuta con tre cascinali adiacenti. Viene ancor oggi utilizzato per grandi ricevimenti.

## Servizi

### Natura

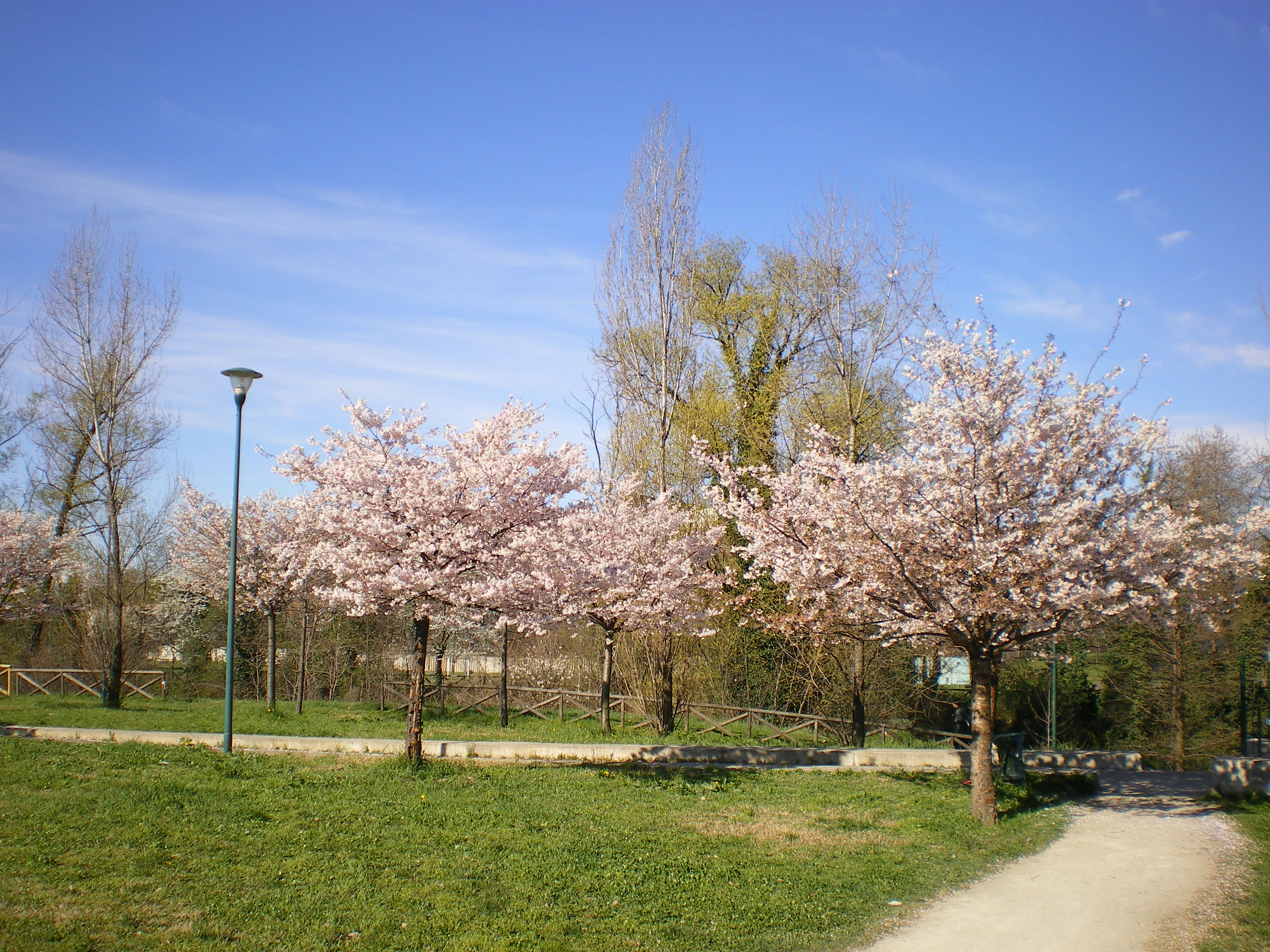
Area verde Via Calabria

Numerose sono le aree verdi del quartiere : la principale è il Parco Carrara, più comunemente chiamato Pellerina, il parco più grande di Torino, e che viene condiviso col vicino quartiere Parella, diviso dal passaggio e dalle anse del fiume Dora Riparia.

Altra area importante è il parco di via Calabria, adiacente a quello della Pellerina e ad esso collegato da una pista ciclabile, recentemente prolungata a nord lungo Corso Cincinnato fino a piazza Giuseppe Manno, congiungendosi ad altro percorso ciclabile che porta sino a Venaria Reale ed al Parco naturale La Mandria, passando per la frazione di Altessano.

Altra zona semi-boschiva e rurale è quella situata intorno al Castello di Lucento, seppur non aperta al pubblico.
Vi sono inoltre i Giardini Felice Cavallotti, tra Corso Toscana e Strada Altessano ed altre piccole aree verdi sparse sul territorio.

Più a nord-est, Lucento confina con il parco e il quartiere de "Le Vallette".

### Sport

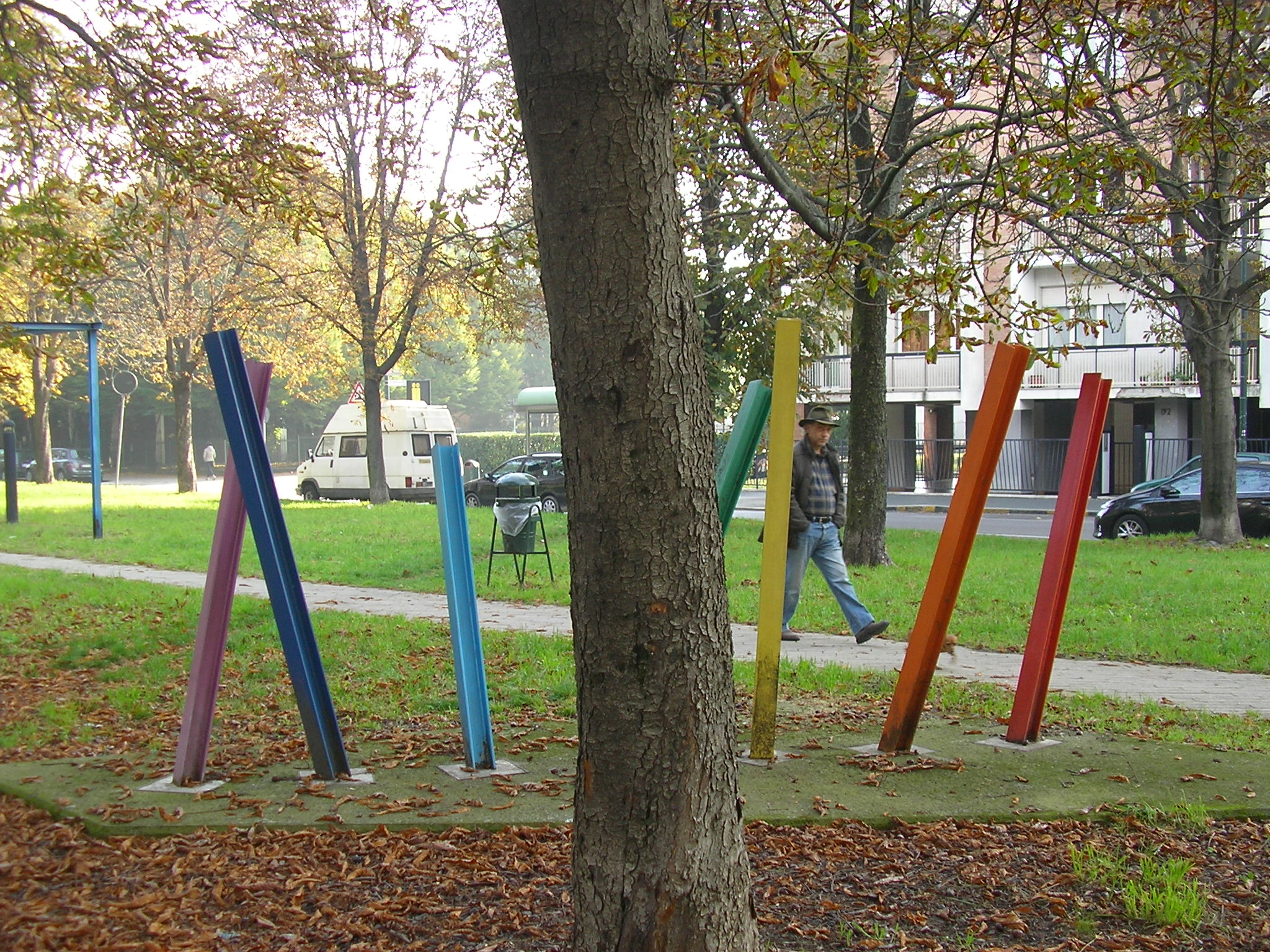
Pista ciclabile Corso Cincinnato

- A.C.D. Lucento,[8] storica squadra di calcio dilettantistica torinese militante nel campionato di Promozione (nel 2014 salita alla ribalta delle cronache sportive per aver sconfitto la Juventus in occasione di un'amichevole estiva)[9] con sede presso il piccolo stadio Riconda di C.so Lombardia 107. Adiacente alla struttura c'è anche la piscina comunale del quartiere
- Campus Sociale per ragazzi in Piazza Cirene
- Campo di Tennis in via Valdellatorre 169

### Biblioteche
- Biblioteca civica "Francesco Cognasso", in corso Cincinnato angolo corso Molise.

### Cinema
- In Corso Lombardia, 190 ha sede lo storico stabilimento cinematografico italiano Lumiq Studios, proprietà pubblica posseduta da Comune di Torino, Regione Piemonte, Città metropolitana di Torino, Politecnico di Torino ed Università di Torino, nell'area di Virtual Reality Multimedia Spa, ossia presso i vecchi Studi Fert. Essa produce cartoni animati CGI[10] e film in live action. Inoltre fornisce servizi tramite i propri teatri di posa e l'attività di post produzione e digital intermediate.[11]
- In via Bravin, nonostante già sotto il vicino quartiere Madonna di Campagna, esiste ancora l'edificio dello storico Cinema Lucento,[12] attivo dal 1937 al 1983 e oggi sede di un supermercato.[13] Sul muro, anche una lapide che ricorda il partigiano Mario Roveri, qui ucciso dai fascisti il 7 aprile 1945.[14]

### Strade
Le vie commerciali di Lucento sono: via Pianezza, via Borsi, corso Toscana, via Foglizzo, la continuazione verso Venaria di via Foglizzo che dopo corso Toscana cambia nome in strada Altessano, corso Lombardia, via Luini e via Val della Torre.

### Infrastrutture e trasporti
Il quartiere è servito dalle linee tranviarie 3 e 9 e dai bus 2, 11, 29, 32, 59,62,72, 72/, 75, 77 ve1 e dalla Ferrovia Torino-Ceres e da alcune autolinee della rete urbana gestita da GTT.
Tra il 1884 e il 1951 il quartiere fu servito dalle tranvie interurbane per Pianezza/Druento e per Venaria Reale.

## Altri luoghi d'interesse
- J-Museum
- J-Village
- Juventus Stadium
- Juventus Training Center (Torino)